# (178679) Piquette
(178679) Piquette est un astéroïde de la ceinture principale.

## Description
(178679) Piquette est un astéroïde de la ceinture principale. Il fut découvert le 28 août 2000 à Cerro Tololo par Marc William Buie. Il présente une orbite caractérisée par un demi-grand axe de 3,10 UA, une excentricité de 0,18 et une inclinaison de 0,2° par rapport à l'écliptique.